# Festival de Cannes 2012
Le Festival de Cannes 2012, 65e édition du festival, a lieu du 16 au 27 mai 2012. La maîtresse de cérémonie est l'actrice Bérénice Bejo et le président du jury est l'acteur et réalisateur Nanni Moretti.

## Déroulement et faits marquants

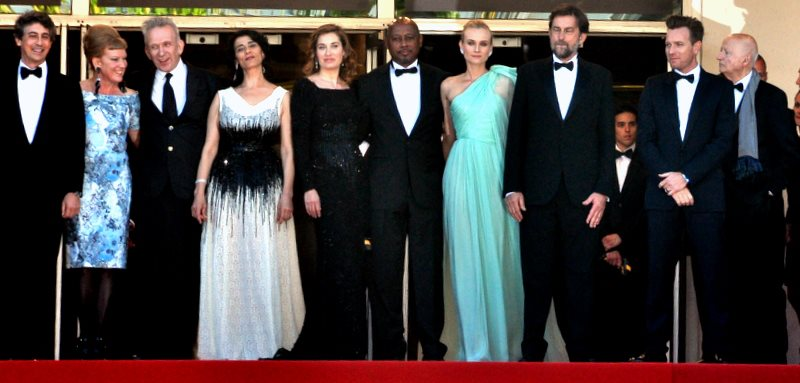
Le jury de la sélection officielle : Alexander Payne, Andrea Arnold, Jean-Paul Gaultier, Hiam Abbass, Emmanuelle Devos, Raoul Peck, Diane Kruger, Nanni Moretti, Ewan McGregor. À l'extrême droite, Gilles Jacob, président du festival.

Le 20 janvier 2012, Thierry Frémaux, délégué général du festival, annonce que le réalisateur italien Nanni Moretti est nommé président du jury afin de « célébrer sa 65e édition avec un président européen » après les présidences américaines qui se sont succédé depuis 2008 avec Sean Penn, Tim Burton et Robert De Niro (sauf en 2009 avec la Française Isabelle Huppert).
Le 28 février 2012, l'affiche officielle de la 65e édition du Festival de Cannes est dévoilée. Elle rend hommage à Marilyn Monroe, qui souffle les bougies d'un gâteau d'anniversaire, à l'occasion des 50 ans de sa disparition. L'affiche de la semaine de la critique est une photographie d'Anamaria Vartolomei extraite de My Little Princess, projeté dans la section l'an passé. L'affiche de la quinzaine des réalisateurs, de Michel Welfringer, tirée d’une photo de Jean-Luc Cramatte, représente une personne au milieu d'un bazar. L'affiche de la programmation ACID est l'œuvre de Sébastien Laudenbach.
Le 9 mars 2012, Thierry Frémaux dévoile que le film d'ouverture du Festival de Cannes sera Moonrise Kingdom du réalisateur Wes Anderson, ce qui lui permet d'être pour la première fois sélectionné à Cannes. Volontairement, il ne dévoile pas si le film sera ou non en compétition.
La sélection officielle est dévoilée le 19 avril 2012 au Grand Hôtel à Paris.
Le 12 mai 2012, une tribune publiée dans Le Monde à l'initiative des féministes de La Barbe est largement reprise par les médias, en France et à l'étranger. Elle dénonce le fait que les vingt-deux films de la Sélection officielle du 65e festival de Cannes ont tous été réalisés par des hommes. Le lendemain, Thierry Frémaux se défend de sexisme dans l'hebdomadaire L'Express. Le 27 mai, le président du festival Gilles Jacob met fin à la polémique en affirmant que Frémaux et son équipe seraient à l'avenir plus « sensibles » à la sélection de films de femmes.
Le 27 mai 2012, un article de L'Express remarque que quatre des principaux films récompensés sont distribués ou coproduits par la société Le Pacte qui avait diffusé, cofinancé et vendu à l'international Habemus Papam, le dernier film du président du jury, Nanni Moretti,. Le site web Ozap et des critiques sur internet précisent par ailleurs que Jean Labadie, PDG du Pacte, distribuait tous les films de Nanni Moretti lorsqu'il dirigeait Bac Films et n'hésitent pas à parler en conséquence de « conflit d'intérêts »,. À noter que Nanni Moretti, également distributeur, producteur et exploitant  via ses sociétés Sacher Film et Sacher Distribuzione puis son cinéma romain le Nuovo Sacher, a distribué en Italie des œuvres de Ken Loach et de Matteo Garrone (par ailleurs acteur dans Le Caïman), deux cinéastes choyés par le palmarès pour des films jugés médiocres par plusieurs critiques,,,. Néanmoins, Jean Labadie et Thierry Frémaux démentent catégoriquement cette accusation de favoritisme et rappellent que les délibérations sont soumises à un vote strict où chaque juré, président compris, n'a qu'une seule voix.
Les soupçons de copinage sont accentués par un palmarès jugé décevant. Libération titre : « Cannes sauvé par la Palme ». Si les critiques liés au palmarès sont récurrentes, elles sont plus insistantes cette année. Seuls Amour, le film préféré de la critique française et internationale et le grand favori à la Palme d'or (qu'il obtint) et Au-delà des collines (Prix du scénario et Prix d'interprétation féminine pour Cristina Flutur et Cosmina Stratan) ont été acclamés. Les autres films primés ont suscité peu d'enthousiasme :  Reality (Grand Prix) et Post Tenebras Lux (Prix de la mise en scène) sont particulièrement décriés et La Part des anges (Prix du jury) est unanimement considéré comme très inférieur aux précédentes réalisations de Ken Loach,,.  La Chasse (Prix d'interprétation masculine pour Mads Mikkelsen) a, quant à lui, été massivement rejeté par la critique française mais chaleureusement accueilli par la presse étrangère. Le reproche le plus insistant concerne l'oubli de certains des films les plus appréciés de la presse et des festivaliers parmi lesquels De rouille et d'os, Holy Motors et Mud,.

## Jurys

### Compétition
| Nom | Nom                               | Qualité               | Nationalité          |
| --- | --------------------------------- | --------------------- | -------------------- |
|     | Nanni Moretti (président du jury) | réalisateur et acteur | Italie               |
|     | Hiam Abbass                       | actrice               | Palestine France     |
|     | Andrea Arnold                     | réalisatrice          | Royaume-Uni          |
|     | Emmanuelle Devos                  | actrice               | France               |
|     | Jean Paul Gaultier                | styliste              | France               |
|     | Diane Kruger                      | actrice               | Allemagne États-Unis |
|     | Ewan McGregor                     | acteur                | Royaume-Uni          |
|     | Alexander Payne                   | réalisateur           | États-Unis           |
|     | Raoul Peck                        | réalisateur           | Haïti                |

### Caméra d'or
| Nom                                | Qualité                                                                | Nationalité |
| ---------------------------------- | ---------------------------------------------------------------------- | ----------- |
| Carlos Diegues (président du jury) | réalisateur                                                            | Brésil      |
| Gloria Satta                       | journaliste au Messaggero                                              | Italie      |
| Rémy Chevrin                       | directeur de la photographie, représentant de l'AFC                    | France      |
| Hervé Icovic                       | directeur d'une société de doublage de films, représentant de la Ficam | France      |
| Michel Andrieu                     | réalisateur, représentant de la SRF                                    | France      |
| Francis Gavelle                    | critique, représentant du Syndicat français de la critique de cinéma   | France      |

### Un certain regard
| Nom                          | Qualité                                                                                        | Nationalité |
| ---------------------------- | ---------------------------------------------------------------------------------------------- | ----------- |
| Tim Roth (président du jury) | acteur et réalisateur                                                                          | Royaume-Uni |
| Leïla Bekhti                 | actrice                                                                                        | France      |
| Tonie Marshall               | réalisatrice et productrice                                                                    | France      |
| Luciano Monteagudo           | critique                                                                                       | Argentine   |
| Sylvie Pras                  | responsable des cinémas au centre Pompidou et directrice artistique du festival de La Rochelle | France      |

### Cinéfondation et courts métrages
| Nom                                      | Qualité                                     | Nationalité |
| ---------------------------------------- | ------------------------------------------- | ----------- |
| Jean-Pierre Dardenne (président du jury) | réalisateur et scénariste                   | Belgique    |
| Karim Aïnouz                             | réalisateur et scénariste                   | Brésil      |
| Emmanuel Carrère                         | écrivain, scénariste et réalisateur         | France      |
| Arsinée Khanjian                         | actrice                                     | Canada      |
| Yu Lik-wai                               | directeur de la photographie et réalisateur | Chine       |

## Sélections

### Sélection officielle

#### Compétition
La sélection officielle en compétition se compose de 22 films :
| Titre                                            | Réalisation       | Pays         | Distribution                                                                                                |
| ------------------------------------------------ | ----------------- | ------------ | --- |
| Amour                                            | Michael Haneke    | Autriche     | Jean-Louis Trintignant, Emmanuelle Riva                                                                     |
| Après la bataille (بعد الموقعة)                  | Yousry Nasrallah  | Égypte       | Menna Shalabi, Bassem Samra                                                                                 |
| Au-delà des collines (După dealuri)              | Cristian Mungiu   | Roumanie     | Cosmina Stratan, Cristina Flutur                                                                            |
| La Chasse (Jagten)                               | Thomas Vinterberg | Danemark     | Mads Mikkelsen, Alexandra Rapaport                                                                          |
| Cogan: Killing Them Softly (Killing Them Softly) | Andrew Dominik    | États-Unis   | Brad Pitt, Richard Jenkins, Ray Liotta, James Gandolfini, Sam Shepard                                       |
| Cosmopolis                                       | David Cronenberg  | Canada       | Robert Pattinson, Juliette Binoche, Paul Giamatti, Mathieu Amalric, Jay Baruchel                            |
| Dans la brume (В тумане)                         | Sergei Loznitsa   | Ukraine      | Vladimir Svirski, Vlad Abashin                                                                              |
| De rouille et d'os                               | Jacques Audiard   | France       | Marion Cotillard, Matthias Schoenaerts                                                                      |
| Des hommes sans loi (Lawless)                    | John Hillcoat     | États-Unis   | Shia LaBeouf, Tom Hardy, Guy Pearce, Jessica Chastain, Jason Clarke, Mia Wasikowska, Gary Oldman            |
| Holy Motors                                      | Leos Carax        | France       | Denis Lavant, Eva Mendes, Kylie Minogue, Michel Piccoli                                                     |
| In Another Country (다른 나라에서)               | Hong Sang-soo     | Corée du Sud | Isabelle Huppert, Yu Jun-Sang                                                                               |
| L'Ivresse de l'argent (돈의 맛)                  | Im Sang-soo       | Corée du Sud | Kim Kang-Woo, Baek Yun-Shik                                                                                 |
| Like Someone in Love                             | Abbas Kiarostami  | Japon        | Rin Takanashi, Ryo Kase                                                                                     |
| Moonrise Kingdom film d'ouverture                | Wes Anderson      | États-Unis   | Jared Gilman, Kara Hayward, Bruce Willis, Bill Murray, Edward Norton, Frances McDormand, Tilda Swinton      |
| Mud : Sur les rives du Mississippi (Mud)         | Jeff Nichols      | États-Unis   | Matthew McConaughey, Tye Sheridan, Reese Witherspoon                                                        |
| Paperboy (The Paperboy)                          | Lee Daniels       | États-Unis   | Zac Efron, Matthew McConaughey, Nicole Kidman, John Cusack, Macy Gray                                       |
| Paradis : Amour (Paradies: Liebe)                | Ulrich Seidl      | Autriche     | Maria Hofstätter, Margarete Tiesel                                                                          |
| La Part des anges (The Angels' Share)            | Ken Loach         | Royaume-Uni  | Paul Brannigan, John Henshaw                                                                                |
| Post Tenebras Lux                                | Carlos Reygadas   | Mexique      | Adolfo Jimenez Castro, Nathalia Acevedo                                                                     |
| Reality                                          | Matteo Garrone    | Italie       | Claudia Gerini, Ciro Petrone                                                                                |
| Sur la route (On the Road)                       | Walter Salles     | États-Unis   | Garrett Hedlund, Sam Riley, Kristen Stewart, Kirsten Dunst, Viggo Mortensen, Steve Buscemi                  |
| Vous n'avez encore rien vu                       | Alain Resnais     | France       | Lambert Wilson, Mathieu Amalric, Sabine Azéma, Pierre Arditi, Michel Piccoli, Denis Podalydès, Anny Duperey |

#### Un certain regard
La section Un certain regard comprend 20 films :
| Titre                                                                                          | Réalisation                                                                                                | Pays               |
| ---------------------------------------------------------------------------------------------- | --- | ------------------ |
| 25 novembre 1970 : le jour où Mishima choisit son destin (11・25自決の日 三島由紀夫と若者たち) | Kōji Wakamatsu                                                                                             | Japon              |
| 7 jours à La Havane (7 días en La Habana)                                                      | Benicio del Toro, Pablo Trapero, Julio Medem, Elia Suleiman, Juan Carlos Tabío, Gaspar Noé, Laurent Cantet | Cuba               |
| À perdre la raison                                                                             | Joachim Lafosse                                                                                            | Belgique           |
| Antiviral en compétition pour la Caméra d'or                                                   | Brandon Cronenberg                                                                                         | Canada             |
| Les Bêtes du sud sauvage (Beasts of the Southern Wild) en compétition pour la Caméra d'or      | Benh Zeitlin                                                                                               | États-Unis         |
| Les Chevaux de Dieu (يا خيل الله)                                                              | Nabil Ayouch                                                                                               | Maroc              |
| Confession d'un enfant du siècle                                                               | Sylvie Verheyde                                                                                            | France             |
| Después de Lucía                                                                               | Michel Franco                                                                                              | Mexique            |
| Djeca                                                                                          | Aida Begic                                                                                                 | Bosnie-Herzégovine |
| Elefante blanco                                                                                | Pablo Trapero                                                                                              | Argentine          |
| L'Étudiant (Студент))                                                                          | Darezhan Omirbaev                                                                                          | Kazakhstan         |
| Gimme the Loot en compétition pour la Caméra d'or                                              | Adam Leon                                                                                                  | États-Unis         |
| Le Grand Soir                                                                                  | Benoît Delépine, Gustave Kervern                                                                           | France             |
| Laurence Anyways                                                                               | Xavier Dolan                                                                                               | Canada             |
| Miss Lovely en compétition pour la Caméra d'or                                                 | Ashim Ahluwalia                                                                                            | Inde               |
| Mystery                                                                                        | Lou Ye | Chine              |
| La Playa D.C. en compétition pour la Caméra d'or                                               | Juan Andrés Arango                                                                                         | Colombie           |
| La Pirogue                                                                                     | Moussa Touré                                                                                               | Sénégal            |
| Renoir                                                                                         | Gilles Bourdos                                                                                             | France             |
| Trois mondes                                                                                   | Catherine Corsini                                                                                          | France             |

#### Hors compétition
| Titre                               | Réalisation                  | Pays       |
| ----------------------------------- | ---------------------------- | ---------- |
| Cruel Summer                        | Kanye West                   | États-Unis |
| Hemingway and Gellhorn              | Philip Kaufman               | États-Unis |
| Moi et toi (Io e te)                | Bernardo Bertolucci          | Italie     |
| Madagascar 3                        | Eric Darnell et Tom McGrath  | États-Unis |
| Thérèse Desqueyroux film de clôture | Claude Miller                | France     |
| Une journée particulière            | Gilles Jacob et Samuel Faure | France     |

#### Séances de minuit
| Titre                                            | Réalisation     | Pays              |
| ------------------------------------------------ | --------------- | ----------------- |
| Ai to Makoto                                     | Takashi Miike   | Japon             |
| Dracula 3D (Dario Argento's Dracula)             | Dario Argento   | Italie            |
| Maniac                                           | Franck Khalfoun | États-Unis France |
| The Sapphires en compétition pour la Caméra d'or | Wayne Blair     | Australie         |

#### Séances spéciales
| Titre                                                              | Réalisation                           | Pays        |
| ------------------------------------------------------------------ | ------------------------------------- | ----------- |
| La Musique selon Antonio Carlos Jobim (A musica segundo Tom Jobim) | Nelson Pereira Dos Santos             | Brésil      |
| The Central Park 5                                                 | Ken Burns                             | États-Unis  |
| Polluting Paradise (Der müll im garten eden)                       | Fatih Akın                            | Allemagne   |
| Les Invisibles                                                     | Sébastien Lifshitz                    | France      |
| Journal de France                                                  | Claudine Nougaret et Raymond Depardon | France      |
| Mekong Hotel                                                       | Apichatpong Weerasethakul             | Thaïlande   |
| The Resistance FanKang Zhe                                         | Peng Zhang Li                         | Chine       |
| Roman Polanski : A Film Memoir                                     | Laurent Bouzereau                     | France      |
| Trashed                                                            | Candida Brady                         | Royaume-Uni |
| Le Serment de Tobrouk                                              | Bernard-Henri Lévy                    | France      |
| Villegas                                                           | Gonzalo Tobal                         | Argentine   |

#### Cinéfondation
| Titre                     | Réalisation          | École                                      | Pays               |
| ------------------------- | -------------------- | ------------------------------------------ | ------------------ |
| Abigail                   | Matthew James Reilly | NYU                                        | États-Unis         |
| The Ballad of Finn + Yeti | Meryl O'Connor       | UCLA                                       | Israël             |
| Derrière moi les oliviers | Pascale Abou Jamra   | Académie libanaise des beaux-arts          | Liban              |
| Doroga Na                 | Taisia Igumentseva   | Institut national de la cinématographie    | Russie             |
| Head Over Heels           | Timothy Reckart      | National Film and Television School        | Royaume-Uni        |
| Los anfitriones           | Miguel Angel Moulet  | Escuela Internacional de Cine y Televisión | Cuba               |
| Matteus                   | Leni Huyghe          | Sint-Lukas Brussels                        | Belgique           |
| Pude Ver en Puma          | Eduardo Williams     | UCINE                                      | Argentine          |
| Les Ravissements          | Arthur Cahn          | Fémis                                      | France             |
| Resen                     | Eti Tsicko           | Université de Tel Aviv                     | Israël             |
| Riyouchi                  | Shoichi Akino        | Université des arts de Tokyo               | Japon              |
| Slug Invasion             | Morten Helgeland     | The Animation Workshop                     | Danemark           |
| Tabara Din Razoare        | Cristi Iftime        | UNATC                                      | Roumanie           |
| Tambylles                 | Michal Hogenauer     | Académie du film de Prague                 | République tchèque |
| Terra                     | Piero Messina        | Centro Sperimentale di Cinematografia      | Italie             |

#### Courts métrages
| Titre                                      | Réalisation           | Pays             |
| ------------------------------------------ | --------------------- | ---------------- |
| Ce chemin devant moi                       | Mohamed Bourokba      | France           |
| The Chair                                  | Grainger David        | États-Unis       |
| Chef de meute                              | Chloé Robichaud       | Canada           |
| Cockaigne                                  | Émilie Verhamme       | Belgique         |
| Falastein, sandouk al intezar lil burtuqal | Bassam Chekhes        | Syrie            |
| Gasp                                       | Eicke Bettinga        | Allemagne        |
| Mi santa mirada                            | Alvaro Aponte-Centeno | Porto Rico       |
| Night Shift                                | Zia Mandivwalla       | Nouvelle-Zélande |
| Sessiz-Bêdeng                              | L. Rezan Yesilbas     | Turquie          |
| Yardbird                                   | Michael Spiccia       | Australie        |

#### Cannes Classics

##### Fiction
| Titre                           | Réalisation         | Pays               | Date |
| ------------------------------- | ------------------- | ------------------ | ---- |
| After the Curfew                | Usmar Ismail        | Indonésie          | 1954 |
| A Great Day in Harlem           | Jean Bach (en)      | États-Unis         | 1994 |
| An All Coloured Vaudeville Show | Roy Mack            | États-Unis         | 1935 |
| La Ballade de Narayama          | Keisuke Kinoshita   | Japon              | 1958 |
| Les Barbouzes                   | Georges Lautner     | Italie France      | 1964 |
| Cléo de 5 à 7                   | Agnès Varda         | France             | 1962 |
| Les Dents de la mer             | Steven Spielberg    | États-Unis         | 1975 |
| Il était une fois en Amérique   | Sergio Leone        | États-Unis Italie  | 1984 |
| Jammin' the Blues               | Gjon Mili           | États-Unis         | 1944 |
| Kalpana                         | Uday Shankar        | Inde               | 1948 |
| Lawrence d'Arabie               | David Lean          | Royaume-Uni        | 1962 |
| Le Masque de cuir               | Alfred Hitchcock    | Royaume-Uni        | 1927 |
| Opéra de Malandro               | Ruy Guerra          | Brésil France      | 1986 |
| Runaway Train                   | Andrei Konchalovsky | États-Unis         | 1985 |
| Tess                            | Roman Polanski      | Royaume-Uni France | 1979 |
| Voyage en Italie                | Roberto Rossellini  | Italie             | 1954 |

##### Documentaires
| Titre                                             | Réalisation       | Pays       | Sujet                                            |
| ------------------------------------------------- | ----------------- | ---------- | ------------------------------------------------ |
| Claude M le Cinéma                                | Emmanuel Barnault | France     | Claude Miller                                    |
| Final Cut – Mesdames et Messieurs film de clôture | György Pálfi      | Hongrie    | Montage des plus belles scènes d'amour au cinéma |
| Method to the Madness of Jerry Lewis              | Gregg Barson      | États-Unis | Jerry Lewis                                      |
| Me and the Dad                                    | Katrine Boorman   | États-Unis | John Boorman                                     |
| Woody Allen : A Documentary                       | Robert Weide      | États-Unis | Woody Allen                                      |

#### Cinéma de la Plage
| Titre                           | Réalisation       | Pays                                                   | Année |
| ------------------------------- | ----------------- | ------------------------------------------------------ | ----- |
| Casino Royale                   | Martin Campbell   | Royaume-Uni, États-Unis, Allemagne, République tchèque | 2006  |
| Les diamants sont éternels      | Guy Hamilton      | Royaume-Uni                                            | 1971  |
| James Bond 007 contre Dr No     | Terence Young     | Royaume-Uni                                            | 1962  |
| Bons Baisers de Russie          | Terence Young     | Royaume-Uni                                            | 1963  |
| Le Farceur                      | Philippe de Broca | France                                                 | 1961  |
| Au service secret de Sa Majesté | Peter Hunt        | Royaume-Uni                                            | 1969  |
| Le Marin des Mers de Chine      | Jackie Chan       | Hong Kong                                              | 1982  |
| L'Escadron Red Tails            | Anthony Hemingway | États-Unis                                             | 2012  |

### Quinzaine des réalisateurs

#### Longs métrages
| Titre                                                      | Réalisation                                     | Pays                        |
| ---------------------------------------------------------- | ----------------------------------------------- | --------------------------- |
| 3                                                          | Pablo Stoll Ward                                | Uruguay Argentine Allemagne |
| Adieu Berthe                                               | Bruno Podalydès                                 | France                      |
| Alyah en compétition pour la Caméra d'or                   | Elie Wajeman                                    | France                      |
| Camille redouble film de clôture                           | Noémie Lvovsky                                  | France                      |
| Dangerous Liaisons (危險關係)                              | Hur Jin-ho                                      | Chine                       |
| Enfance clandestine                                        | Benjamín Ávila                                  | Argentine Espagne Brésil    |
| Ernest et Célestine                                        | Stéphane Aubier, Vincent Patar, Benjamin Renner | France Belgique Luxembourg  |
| Fogo                                                       | Yulene Olaizola                                 | Mexique Canada              |
| Gangs of Wasseypur                                         | Anurag Kashyap                                  | Inde                        |
| King of Pigs en compétition pour la Caméra d'or            | Yeon Sang-ho                                    | Corée du Sud                |
| No                                                         | Pablo Larraín                                   | Chili États-Unis            |
| Opération Libertad                                         | Nicolas Wadimoff                                | Suisse France               |
| Rengaine en compétition pour la Caméra d'or                | Rachid Djaïdani                                 | France                      |
| Le Repenti                                                 | Merzak Allouache                                | Algérie                     |
| Room 237 en compétition pour la Caméra d'or                | Rodney Ascher                                   | États-Unis                  |
| La Sirga en compétition pour la Caméra d'or                | William Vega                                    | Colombie France Mexique     |
| Sueño y silencio                                           | Jaime Rosales                                   | Espagne France              |
| Une famille respectable en compétition pour la Caméra d'or | Massoud Bakhshi                                 | Iran                        |
| The We and the I film d'ouverture                          | Michel Gondry                                   | France États-Unis           |

#### Séances spéciales
| Titre             | Réalisation  | Pays         |
| ----------------- | ------------ | ------------ |
| La Nuit d'en face | Raoul Ruiz   | France Chili |
| Touristes         | Ben Wheatley | Royaume-Uni  |

#### Courts métrages
| Titre                      | Réalisation                   | Pays                      |
| -------------------------- | ----------------------------- | ------------------------- |
| Avec Jeff, à Moto          | Marie-Eve Juste               | Canada                    |
| The Curse                  | Fyzal Boulifa                 | Royaume-Uni Maroc         |
| Drawn from Memory          | Marcin Bortkiewicz            | Pologne                   |
| Königsberg                 | Philipp Mayrhofer             | France                    |
| Les Morts-vivants          | Anita Rocha da Silveira       | Brésil                    |
| Porcs enragés              | Leonardo Sette, Isabel Penoni | Brésil                    |
| Rodri                      | Franco Lolli                  | France                    |
| Tram                       | Michaela Pavlátová            | France République tchèque |
| Les vivants pleurent aussi | Basil da Cunha                | Suisse Portugal           |
| Wrong Cops: Chapter One    | Quentin Dupieux               | France                    |

### Semaine de la critique

#### Longs métrages
| Titre                          | Réalisation              | Pays                       |
| ------------------------------ | ------------------------ | -------------------------- |
| Aquí y Allá                    | Antonio Méndez Esparza   | Espagne États-Unis Mexique |
| Au galop                       | Louis-Do de Lencquesaing | France                     |
| Hors les murs                  | David Lambert            | Belgique Canada France     |
| Los salvajes                   | Alejandro Fadel          | Argentine                  |
| Peddlers                       | Vasan Bala               | Inde                       |
| La Dernière Ambulance de Sofia | Ilian Metev              | Allemagne Croatie Bulgarie |
| Les Voisins de Dieu            | Meni Yaesh               | Israël France              |

#### Courts métrages
| Titre                            | Réalisation                        | Pays         |
| -------------------------------- | ---------------------------------- | ------------ |
| La Bifle                         | Jean-Baptiste Saurel               | France       |
| Ce n'est pas un film de cow-boys | Benjamin Parent                    | France       |
| Circle Line                      | Shin Su-won                        | Corée du Sud |
| Family Dinner                    | Stefan Constantinescu              | Suède        |
| Fleuve Rouge, Hong Kong          | Stéphanie Lansaque, François Leroy | France       |
| Hazara                           | Shay Levi                          | Israël       |
| Horizon                          | Paul Negoescu                      | Roumanie     |
| O duplo                          | Juliana Rojas                      | Brésil       |
| Un dimanche matin                | Damien Manivel                     | France       |
| Yeguas y cotorras                | Natalia Garagiola                  | Argentine    |

#### Séances spéciales

##### Longs métrages
| Titre                   | Réalisation       | Pays        |
| ----------------------- | ----------------- | ----------- |
| Broken film d'ouverture | Rufus Norris      | Royaume-Uni |
| Augustine               | Alice Winocour    | France      |
| J'enrage de son absence | Sandrine Bonnaire | France      |

##### Courts et moyens métrages
| Titre                                     | Réalisation          | Pays       |
| ----------------------------------------- | -------------------- | ---------- |
| Howard Cantour.com                        | Shia LaBeouf         | États-Unis |
| Manhã de Santo António séance de clôture  | João Pedro Rodrigues | Portugal   |
| Walker - Beautiful 2012 séance de clôture | Tsai Ming-liang      | Chine      |

### ACID
- Le cinéma français se porte bien de Stéphane Arnoux, Aurélia Georges, Jean-Baptiste Germain et Chiara Malta (Séance « Carte blanche à des cinéastes de l’ACID »)
- Casa Nostra de Nathan Nicholovitch

## Palmarès

### Palmarès officiel

#### Compétition
| Prix                            | Attribué à                                                   | Pays        |
| ------------------------------- | ------------------------------------------------------------ | ----------- |
| Palme d'or                      | Amour de Michael Haneke                                      | Autriche    |
| Grand prix                      | Reality de Matteo Garrone                                    | Italie      |
| Prix d'interprétation masculine | Mads Mikkelsen pour La Chasse                                | Danemark    |
| Prix d'interprétation féminine  | Cosmina Stratan et Cristina Flutur pour Au-delà des collines | Roumanie    |
| Prix de la mise en scène        | Carlos Reygadas pour Post Tenebras Lux                       | Mexique     |
| Prix du scénario                | Cristian Mungiu pour Au-delà des collines                    | Roumanie    |
| Prix du jury                    | La Part des anges de Ken Loach                               | Royaume-Uni |

#### Caméra d'or
| Prix        | Attribué à                               | Pays       |
| ----------- | ---------------------------------------- | ---------- |
| Caméra d'or | Les Bêtes du sud sauvage de Benh Zeitlin | États-Unis |

#### Un certain regard
| Prix                           | Attribué à                              | Pays               |
| ------------------------------ | --------------------------------------- | ------------------ |
| Prix Un certain regard         | Después de Lucía de Michel Franco       | Mexique            |
| Prix spécial du jury           | Le Grand Soir                           | France             |
| Prix d'interprétation féminine | Émilie Dequenne pour À perdre la raison | Belgique           |
| Prix d'interprétation féminine | Suzanne Clément pour Laurence Anyways   | Canada             |
| Mention spéciale               | Djeca de Aida Begic                     | Bosnie-Herzégovine |

#### Cinéfondation
| Prix     | Attribué à                             | École                                           |
| -------- | -------------------------------------- | ----------------------------------------------- |
| 1er prix | Doroga Na de Taisia Igumentseva        | Institut national de la cinématographie Russie  |
| 2e prix  | Abigail de Matthew James Reilly        | NYU États-Unis                                  |
| 3e prix  | Los anfitriones de Miguel Angel Moulet | Escuela Internacional de Cine y Televisión Cuba |

#### Courts métrages
| Prix                        | Attribué à                          | Pays    |
| --------------------------- | ----------------------------------- | ------- |
| Palme d'or du court métrage | Sessiz-Be Deng de L. Rezan Yesilbas | Turquie |

### Quinzaine des réalisateurs
| Prix                 | Attribué à                                                               | Pays                       |
| -------------------- | ------------------------------------------------------------------------ | -------------------------- |
| Prix SACD            | Camille redouble de Noémie Lvovsky                                       | France                     |
| Mention spéciale     | Ernest et Célestine de Benjamin Renner, Stéphane Aubier et Vincent Patar | France Belgique Luxembourg |
| Art Cinema Award     | No de Pablo Larraín                                                      | Chili États-Unis           |
| Label Europa Cinemas | Le Repenti de Merzak Allouache                                           | Algérie                    |

### Semaine de la critique
| Prix                                   | Attribué à                                   | Pays                       |
| -------------------------------------- | -------------------------------------------- | -------------------------- |
| Grand prix                             | Aquí y Allá d'Antonio Méndez Esparza         | Espagne États-Unis Mexique |
| Prix SACD                              | Les Voisins de Dieu de Meni Yaesh            | Israël France              |
| Prix révélation France 4               | La Dernière Ambulance de Sofia d'Ilian Metev | Allemagne Bulgarie Croatie |
| Soutien ACID/CCAS à la distribution    | Los Salvajes d'Alejandro Fadel               | Argentine                  |
| Prix Canal+ du court métrage           | Circle Line de Shin Su-won                   | Corée du Sud               |
| Prix Découverte Nikon du court métrage | Un dimanche matin de Damien Manivel          | France                     |

### Autres prix
| Prix                    | Prix                       | Attribué à                                           | Pays        |
| ----------------------- | -------------------------- | ---------------------------------------------------- | ----------- |
| Prix FIPRESCI           | Compétition                | Dans la brume de Sergei Loznitsa                     | Ukraine     |
| Prix FIPRESCI           | Un Certain Regard          | Les Bêtes du sud sauvage de Benh Zeitlin             | États-Unis  |
| Prix FIPRESCI           | Quinzaine des réalisateurs | Rengaine de Rachid Djaïdani                          | France      |
| Prix du jury œcuménique | Prix du jury œcuménique    | La Chasse de Thomas Vinterberg                       | Danemark    |
| Prix du jury œcuménique | Mention spéciale           | Les Bêtes du sud sauvage de Benh Zeitlin             | États-Unis  |
| Prix de la jeunesse     | Prix de la jeunesse        | Holy Motors de Leos Carax                            | France      |
| Queer Palm              | Long métrage               | Laurence Anyways de Xavier Dolan                     | Canada      |
| Queer Palm              | Court métrage              | Ceci n'est pas un film de cowboys de Benjamin Parent | France      |
| Prix François Chalais   | Prix François Chalais      | Les Chevaux de Dieu de Nabil Ayouch                  | Maroc       |
| Trophée Chopard         | Révélation féminine        | Shailene Woodley                                     | États-Unis  |
| Trophée Chopard         | Révélation masculine       | Ezra Miller                                          | États-Unis  |
| Palme dog               | Palme dog                  | Banjo et Poppy dans Touristes                        | Royaume-Uni |
| Palme dog               | Mention spéciale           | Billy Bob dans Le Grand Soir                         | France      |